# De knuste hjerters klub
De knuste hjerters klub er det tredje studiealbum fra det danske band Johnny Deluxe. Det blev udgivet i 2008, men nåede ikke de to forgængeres popularitet, idet det hverken nåede hitlisterne eller fik nogle certificeringer. Singlen "Aldrig" blev sunget sammen med Szhirley og var titelsangen til den danske komediefilm Anja og Viktor - i medgang og modgang. Den nåede #21 på Tracklisten, mens sangen "Så Er Det Sommer" toppede som #16.

## Spor
1. "Catwoman"
2. "Aldrig" featuring Szhirley
3. "Stjernerne Tager Fejl"
4. "Kys Mig! Rør Mig! Had Mig! Slå Mig!"
5. "Jeg Bliver Hos Dig"
6. "Befri Mig Fra Dig"
7. "Så Er Det Sommer"
8. "Hvis Du Siger Farvel"
9. "Glem Mig Hvis Du Kan"
10. "Lotteri"
11. "De Knuste Hjerters Klub"